# Boston Tea Party

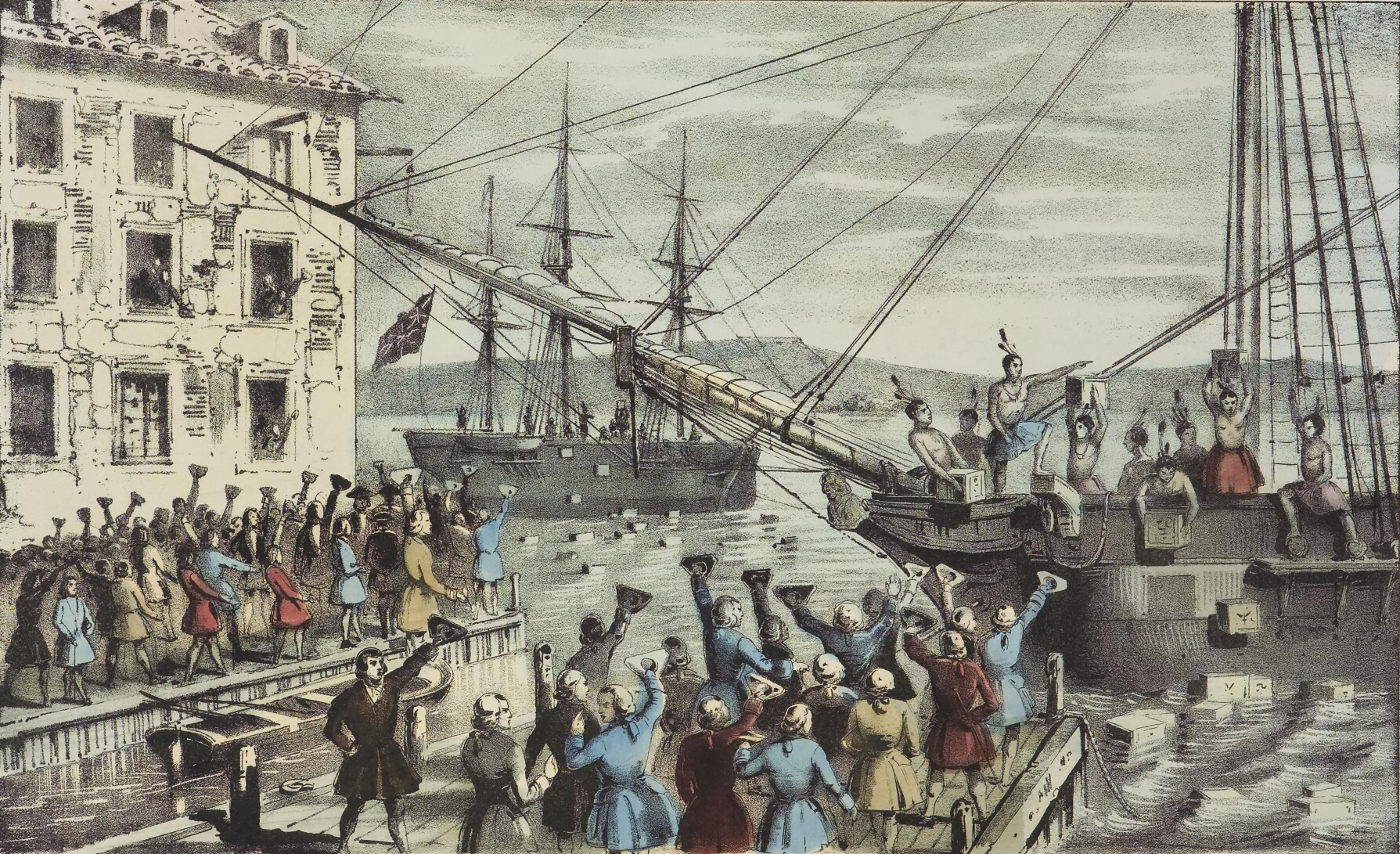
Litografie de Nathaniel Currier

Partida de ceai de la Boston (în engleză Boston Tea Party) a fost un act de protest politic al coloniștilor americani împotriva Marii Britanii. A avut loc pe data de 16 decembrie 1773 și este considerat un act „de inițiere” a Războiului de Independență al Statelor Unite.
Revolta coloniștilor în portul din Boston, Massachusetts s-a născut ca urmare a adoptării de către Marea Britanie în 1773 a așa-numitei „Legi a ceaiului”, care impozita importul de ceai făcut de către americani. Coloniștii protestau împotriva acestei legi, deoarece considerau că le încalcă dreptul lor de cetățeni englezi: No taxation without representation! („Nicio taxă fără reprezentare!” - vechi principiu britanic). 
Indignați de menținerea de către guvernul englez a unei taxe - considerată de ei ilegală - asupra ceaiului, coloniștii hotărâseră boicotarea acestui articol. Sosind în portul Boston trei corăbii ale Companiei Indiilor Orientale, încărcate cu ceai, un grup de aproximativ optzeci de coloniști îmbrăcați ca indienii mohawk au urcat la bordul navelor britanice din portul Boston, au spart 342 de cufere cu ceai și au vărsat conținutul peste bord. Drept represalii, guvernul englez a decretat închiderea portului și trimiterea de trupe la Boston, până la achitarea de către orășeni a unei despăgubiri complete. Aceste măsuri au determinat o mișcare generală de solidaritate a coloniștilor cu orașul persecutat, ajungându-se treptat la incidente care vor aprinde flacăra războiului de eliberare. 
De această dată, reacția coloniștilor a fost mai fermă. În anul 1774, un prim congres al reprezentanților celor 13 colonii a avut loc la  Philadelphia, decizându-se boicotarea produselor englezești și respingerea autorității Parlamentului de la Londra.
Rezoluția adoptată are la bază „legile eterne ale naturii” și principiile „Constituției engleze” care garantau „viața, libertatea, proprietatea”. Se arată că strămoșii lor care au părăsit Anglia pentru a întemeia coloniile, nu au renunțat niciodată la drepturile pe care le aveau odinioară în interiorul regatului Angliei. Prin descendenții lor de astăzi, ei cer propriile adunări provinciale, întrucât nu sunt reprezentați în Parlamentul de la Londra. În concluzie, documentul adoptat în cadrul primului Congres de la Philadelphia sintetizează concepția politică a americanilor, într-o primă fază a conflictului cu metropola. Documentul constituia o posibilă bază de negociere cu Anglia, în limitele prevederilor constituționale.
Cu prilejul acestui Congres continental, s-a constituit și primul guvern central care va coordona efortul politic și militar în favoarea independenței. Imediat după congres, coloniștii au început să se înarmeze, iar în anul următor vor avea loc primele ciocniri militare
Protestatarii împiedicaseră în alte trei colonii descărcarea ceaiului de import impozitat, dar în Boston guvernatorul Thomas Hutchinson a refuzat să permită chiar și trimiterea ceaiului înapoi în Marea Britanie. Un grup de protestatari au aruncat cele 342 de lăzi cu ceai în mare. 
Parlamentul britanic a răspuns prin închiderea comerțului din Boston.